# The Bazaar of Bad Dreams
The Bazaar of Bad Dreams este o colecție de povestiri de ficțiune de  Stephen King, publicată la 3 noiembrie 2015. 
Aceasta este a șasea colecție de povestiri scurte a lui King și a zecea colecție a sa în total.  Una dintre povestiri,   "Obits", a câștigat în 2016 Premiul Edgar pentru cea mai bună povestire iar colecția în întregime a câștigat Premiul  Shirley Jackson în 2015 pentru cea mai bună colecție. Ediția paperback, lansată la 18 octombrie 2016, conține în plus povestirea  "Cookie Jar", care a fost publicată anterior în 2016 în VQR.

## Fundal
Într-o scriisoare postată de Stephen King în iunie 2014 pe website-ul său personal, acesta a dezvăluit că va publica o carte de povestiri noi în vara anului 2015, după publicarea romanului  Finders Keepers. Într-un interviu acordat către  Toronto Sun la 6 noiembrie 2014, King a dezvăluit care este titlul colecției sale și a oferit alte detalii afirmând că "în vara lui 2015 va apărea o nouă colecție povestiri denumită The Bazaar of Bad Dreams și care va conține circa 20 de povestiri scurte.  Ar trebui să fie o carte destul de groasă." În februarie și martie 2015, King personal și prin intermediul asistentului său a confirmat că noua colecție va  include "Bad Little Kid" (publicată în 2014 ca e-book doar în limbile franceză și germană ca un cadoul al scriitorului King pentru fanii săi din Europa,) nuvela "Ur" (puternic revizuită), "Drunken Fireworks" și "A Death". Lista completă a celor 20 de povestiri a fost dezvăluită pe website-ul lui King la  20 aprilie. La 22 mai pe site-ul său oficial a fost prezentată coperta finală a colecției. The Bazaar of Bad Dreams nu conține povestiri scrise în aceeași perioadă cu fiul său Joe Hill ("Throttle" și  "In the Tall Grass") sau cu  Stewart O'Nan ("A Face in the Crowd").

## Lista povestirilor
| Titlu                                  | Inițial publicată în                                    |
| -------------------------------------- | ------------------------------------------------------- |
| "Mile 81"                              | Mile 81 e-book (2011)                                   |
| "Premium Harmony"                      | The New Yorker, numărul din 9 noiembrie 2009            |
| "Batman and Robin Have an Altercation" | Harper's Magazine, numărul din septembrie 2012          |
| "The Dune"                             | Granta, numărul din vara 2011                           |
| "Bad Little Kid"                       | Anterior nepublicată în engleză                         |
| "A Death"                              | The New Yorker, numărul din 9 martie 2015               |
| "The Bone Church"                      | Playboy, numărul din noiembrie 2009                     |
| "Morality"                             | Esquire, numărul din iulie 2009                         |
| "Afterlife"                            | Tin House, numărul din iunie 2013                       |
| "Ur"                                   | Ur e-book (2009)                                        |
| "Herman Wouk Is Still Alive"           | The Atlantic , numărul din mai 2011                     |
| "Under the Weather"                    | Ediția paperback a colecției Full Dark, No Stars (2011) |
| "Blockade Billy"                       | Blockade Billy (2010)                                   |
| "Mister Yummy"                         | Anterior nepublicată                                    |
| "Tommy"                                | Playboy, numărul din martie 2010                        |
| "The Little Green God of Agony"        | A Book of Horrors (2011)                                |
| "That Bus Is Another World"            | Esquire, numărul din august 2014                        |
| "Obits"                                | Anterior nepublicată                                    |
| "Drunken Fireworks"                    | Drunken Fireworks audiobook (2015)                      |
| "Summer Thunder"                       | Turn Down the Lights (2013)                             |